# RealNetworks
RealNetworks (NASDAQ: RNWK) es un proveedor de software para Internet y servicios, ubicado en Seattle, Washington, Estados Unidos. La compañía es conocida por la creación de RealAudio, un formato de audio comprimido, RealVideo, un formato de video comprimido y RealPlayer, un reproductor multimedia. La compañía es conocida también por sus subscripciones en línea de diferentes servicios como Rhapsody, SuperPass, y RealArcade, y por sus propiedades multimedia como Film.com y RollingStone.com.